# Theresa Vilsmaier
Theresa Vilsmaier (* 8. Juni 1989 in München) ist eine ehemalige deutsche Filmschauspielerin.

## Leben
Theresa Vilsmaier ist die Tochter der tschechischen Schauspielerin Dana Vávrová und des deutschen Regisseurs Joseph Vilsmaier. Ihre Schwestern Janina Vilsmaier und Josefina Vilsmaier sind als Schauspielerinnen tätig.
Vilsmaier wuchs mehrsprachig auf und besuchte die Bavarian International School in Haimhausen. Im Herbst 2008 begann sie ein Jura-Studium in London, kehrte aber wegen des Krebsleidens ihrer Mutter nach dem ersten Semester nach Deutschland zurück. Sie begann ein Medizinstudium an der Ludwig-Maximilians-Universität München. Sie promovierte und arbeitet seit 2019 als Ärztin im Hormon- und Kinderwunschzentrum an der LMU.
Mit ihrer älteren Schwester Janina gehörte sie dem Stiftungsrat der Dana-Vávrová-Stiftung an, die 2010 zur Bekämpfung von Krebserkrankungen gegründet wurde.

## Karriere
Ihre erste „Filmrolle“ hatte Theresa bereits bei ihrer Geburt, als sie von ihrem Vater gefilmt wurde. Die Geburtsszene wurde später in dem Film Rama dama verwendet. Sie trat in weiteren Filmen ihrer Eltern auf, zum Beispiel in  Marlene als Marlene Dietrichs Tochter Maria und in dem Kinderfilm Der Bär ist los!. Weitere Rollen hatte sie in den Filmen Bibi Blocksberg und Das fliegende Klassenzimmer.

## Filmografie
- 1991: Rama dama
- 1993: Stalingrad
- 2000: Marlene
- 2000: Der Bär ist los!
- 2002: Bibi Blocksberg
- 2003: Das fliegende Klassenzimmer
- 2004: Bergkristall
- 2008: Die Geschichte vom Brandner Kaspar
- 2009: Dornröschen
- 2010: Nanga Parbat